# Drenova Glavica
Drenova Glavica – wieś w Bośni i Hercegowinie, w Federacji Bośni i Hercegowiny, w kantonie uńsko-sańskim, w gminie Bosanska Krupa. W 2013 roku liczyła 253 mieszkańców, z czego większość stanowili Boszniacy.